# 簡易言語
簡易言語（かんいげんご）とは、
1. プログラミング言語のうち、命令数、機能を制限するなどして習得容易にしたもの。
2. 1970～80年代に販売されていたビジネス向けアプリケーションのジャンル。本項で述べる。

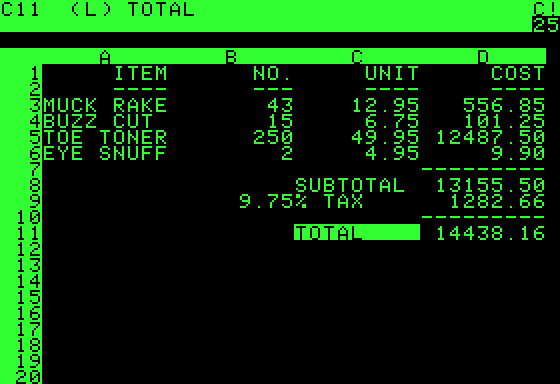
パソコン向け簡易言語の嚆矢といわれる「VisiCalc」

簡易言語とは主に1970～80年代にオフコンやパソコンで利用されたビジネス向けアプリケーションプログラムの1ジャンルを指した呼称。おおよそ、現在のスプレッドシート・プログラムに相当する。データ検索・作表やグラフ作図などの機能を持つものが多かった。

## 概要
1970年代～1980年代前半頃に販売されていたオフコンやパソコンは、おのおのメーカー独自規格で互換性に乏しく、業務用プログラムは販社SEによる開発、もしくはCOBOLやBASICなどの汎用プログラミング言語による自社開発が主流であった。そういった問題点に対し、プログラミング知識のないオペレータであっても、いくつかのコマンドを覚えることで、会計、財務、販売など事務処理に伴うデータ処理（検索、作表、グラフなど）を行なうことができるように開発されたのが簡易言語であり、そのソフト生産性は汎用言語によるものに対して約3倍の効率アップが見込めると喧伝された。
簡易言語という名称は、当時、コンピュータを扱う場合、プログラミング言語の習得が重要視されていたことからの呼称であり、実際にはのちの表計算やデータベースソフトなどに近いものであった。開発メーカーは「プログラム不要」「誰にでも簡単に使える」「電卓のような気軽さ」「あらゆる業務を簡単に処理」といったうたい文句でセールスを行った。
米国では「簡易言語」に相当する用語はなく、ソフトウェアの種類的な分類ではなく用途から分類すべきという『日経パソコン』編集部の主張などにより、やがて、表計算やデータベースといった、用途ごとの呼称に置き換わっていったという。

## 簡易言語の代表例
- PIPS（ソード、1980年）
- PC-PAL（大塚商会、1980年）
- EPOCALC（パナファコム、1981年）
- LANPLAN（NEC、1981年）
- Multiplan（マイクロソフト、1982年）